# Filosofía judía
La filosofía judía es la producción filosófica desarrollada por pensadores judíos, a menudo íntimamente relacionada con su pertenencia nacional y religiosa. En este sentido, muchos de los comentarios del Talmud y de la Cábala forman parte de ésta, aunque también forma parte la producción exclusivamente laica, como por ejemplo la desarrollada durante la Haskalá (la Ilustración judía). Hasta la Haskalá moderna y la emancipación judía, la filosofía judía estaba preocupada con intentos de reconciliar nuevas ideas coherentes con la tradición del judaísmo rabínico, organizando de esta manera ideas emergentes que no son necesariamente judías en un marco y cosmovisión escolástico judío. Con la aceptación que ganaron en la sociedad moderna, judíos con educaciones seculares adoptaron o desarrollaron filosofías completamente nuevas para responder a las demandas del mundo en que se encontraron entonces.
El redescubrimiento medieval de la filosofía griega antigua entre los Gueonim de las academias babilónicas del siglo X trajo la filosofía racionalista al judaísmo bíblico-talmúdico. La filosofía estaba en términos generales en competencia con la Cábala. Ambas escuelas habrían de convertirse en parte de la literatura rabínica clásica, si bien el declive del racionalismo escolástico coincidió con eventos históricos que acercaron a los judíos a la perspectiva cabalística. Para los judíos asquenazíes, la emancipación y el encuentro con el pensamiento secular a partir del siglo XVIII, alteraron la manera en que se veía la filosofía. Las comunidades asquenazí y sefardí tuvieron posteriormente una interacción más ambivalente con la cultura secular en comparación con lo que pasó en Europa occidental. En las muchas respuestas a la modernidad, se desarrollaron ideas filosóficas a lo largo de todo el rango de movimientos religiosos emergentes. Tales desarrollos podían verse bien como continuaciones o bien como rupturas con el canon de filosofía rabínica de la Edad Media, así como los demás aspectos dialécticos históricos del pensamiento judío, y dieron como resultado diversas actitudes judías contemporáneas hacia los métodos filosóficos.
Algunos pensadores importantes fueron Filón de Alejandría, Nahmánides, Maimónides e Ibn Gabirol.

## Filosofía judía antigua
Filón de Alejandría (circa 30 a. C.-c. 50 d. C.) es una figura clave para conocer la profunda relación entre judaísmo y helenismo en el siglo I d. C. Judío practicante, su profundo dominio de la lengua, la literatura y, de modo especial, la retórica griegas lo convierten en una personalidad extraordinaria de su tiempo, tanto por su exégesis de la Torá (o Pentateuco) como por sus escritos apologéticos, históricos y filosóficos. Su testimonio es de gran valor para todo estudioso de la Antigüedad clásica por los muchos datos que aporta acerca de la filosofía, el pensamiento, la educación y la tradición clásica en el momento histórico que le tocó vivir, precisamente en un centro cultural de excepcional importancia dentro del Imperio romano.
Filón intentó fusionar y armonizar las filosofías griega y judía a través de la alegoría, que aprendió de la exégesis judía y del estoicismo. Filón intentó hacer de su filosofía el medio para defender y justificar las verdades religiosas judías. Estas verdades las consideraba fijas y determinadas, y utilizó la filosofía como una ayuda para la verdad y un medio para llegar a ella. Con este fin, Filón escogió entre los postulados filosóficos de los griegos, rechazando aquellos que no armonizaban con el judaísmo, tales como la doctrina de Aristóteles sobre la eternidad e indestructibilidad del mundo.

## Filosofía judía tras la destrucción del Segundo Templo
Con la destrucción del Segundo Templo a manos de los romanos en el año 70 d. C., el judaísmo del Segundo Templo quedó sumido en el caos, pero tradiciones judías se conservaron especialmente gracias a las astutas maniobras de Yohanan ben Zakai, quien salvó el Sanedrín y lo trasladó a Yavne. La especulación filosófica no era parte central del judaísmo rabínico, aunque algunos han considerado la Mishná como una obra filosófica. El rabino Akiva (c. 50-135 d. C.) también ha sido considerado una figura filosófica. Entre sus afirmaciones se encuentran:
- «Cuán favorecido es el hombre, pues fue creado según una imagen. Porque a imagen y semejanza hizo Elohim al hombre». (Gén. ix. 6)
- «Todo está previsto; pero se da libertad [de albedrío] a cada hombre».
- «El mundo se rige por la misericordia... pero la decisión divina se toma por la preponderancia del bien o del mal en las acciones de cada uno».

Tras la revuelta de Bar Kojba, eruditos rabínicos se reunieron en Tiberíades y Safed para reagrupar y revaluar el judaísmo, sus leyes, teología, liturgia, creencias y estructura de liderazgo. En el 219 d. C., Abba Arija fundó la Academia de Sura (de la que surgió el judaísmo kalam muchos siglos después). Durante los cinco siglos siguientes, las academias talmúdicas se centraron en la reconstitución del judaísmo y se dedicaron poco o nada a la investigación filosófica.

### Influencias islámicas y cristianas
El judaísmo rabínico tuvo una actividad filosófica limitada hasta que fue desafiado por el islam, el judaísmo caraíta y el cristianismo, en tanto que con el Tanaj, la Mishná y el Talmud, no había necesidad de un marco filosófico. Desde una perspectiva económica, el predominio comercial de los radhanitas estaba siendo usurpado por conversiones forzadas y torturas coordinadas a manos de cristianos y  musulmanes, lo que obligó a los eruditos judíos a tratar de comprender las incipientes amenazas económicas. Estas investigaciones desencadenaron nuevas ideas e intercambios intelectuales entre eruditos judíos e islámicos en los campos de jurisprudencia, matemáticas, astronomía, lógica y filosofía. Eruditos judíos influyeron en eruditos islámicos y a su vez eruditos islámicos influyeron en los eruditos judíos. Académicos contemporáneos siguen debatiendo quién de estos pensadores era musulmán y quién judío, en tanto algunos «eruditos islámicos» eran «eruditos judíos» antes de su conversión forzada al islam, y algunos eruditos judíos se convirtieron voluntariamente al islam, como Abdulá ibn Salam, mientras que otros volvieron más tarde al judaísmo, y otros, nacidos y criados como judíos, eran ambiguos en sus creencias religiosas, tales como ibn al-Rawandi, aunque vivían según las costumbres de sus vecinos. 
Alrededor del año 700 de la era común, ʿAmr ibn ʿUbayd Abu ʿUthman al-Basri introdujo la idea de dos corrientes de pensamiento influyendo en eruditos judíos, islámicos y cristianos: Qadariya y Bahshamiyya Mu'tazila, movimientos de importancia histórica en la medida en que influyeron en la simbiosis intelectual del judaísmo y el islam en la España musulmana.
Alrededor del 733 d. C., el Mar Natronai ben Habibai se trasladó a Cairuán y luego a España, donde transcribió de memoria el Talmud Bavli para la Academia de Cairuán, llevándose luego consigo una copia a España.

#### Caraísmo
Los caraítas, una corriente judía que rechaza las enseñanzas del judaísmo rabínico, desarrollaron su propia forma de filosofía, una versión judía del Kalam islámico. Los primeros caraítas basaron su filosofía en el Kalam mutazilita; algunos caraítas posteriores, como Aaron ben Elia (siglo XIV) en su libro Etz Hayyim («Árbol de la vida»), volvieron a las enseñanzas de Aristóteles. 
Tomando prestado de los mutakalamin de Basora, los caraítas fueron el primer grupo judío que sometió el judaísmo a la escuela islámica Muʿtazila. Rechazando el Talmud y la tradición rabínica, los caraítas se tomaron la libertad de reinterpretar el Tanaj. Esto significó el abandono de las estructuras fundamentales de las creencias judías. Algunos estudiosos sugieren que el principal impulso para la formación del caraísmo fue una reacción al rápido auge del islam chií, que reconocía al judaísmo como una fe monoteísta compañera, pero afirmaba que iba en detrimento del monoteísmo al deferir a la autoridad rabínica. Los caraítas absorbieron ciertos aspectos de sectas judías, como ocurrió en el caso de los seguidores de Abu Isa (chiismo), los malikíes (suníes) y los yudganitas (sufíes), que fueron influidos por la tradición islámica oriental, pero deferían a los ash'ari a la hora de contemplar las ciencias. 

#### Comienzos de la síntesis filosófica
La expansión del islam por Oriente Próximo y el norte de África convirtió en musulmán todo lo que antes era judío. La filosofía, la ciencia, la medicina y las matemáticas griegas fueron absorbidas por eruditos judíos que vivían en el mundo árabe gracias a las traducciones al árabe de esos textos, restos de la Biblioteca de Alejandría. Judíos conversos tempranos al islam llevaron consigo historias de su herencia, conocidas como Isra'iliyyat, que hablaban de los Banu Isra'il, los hombres piadosos del antiguo Israel. Uno de los místicos tempranos más famosos del sufismo, Hasan de Basora, introdujo numerosas leyendas isra'iliyyat en la erudición islámica, historias que pasaron a ser representativas de las ideas místicas islámicas de piedad del sufismo.
Hai Gaon, de la Academia Pumbedita, dio inicio a una nueva fase en la erudición e investigación judías (hakirah), agregando a la erudición talmúdica estudios no judíos. Hai Gaon fue un sabio con un conocimiento exacto de los movimientos teológicos de su época, hasta el punto de que Moisés ibn Ezra le llamó mutakallim. Hai era capaz de discutir con los seguidores de la Qadariyyah y los mutazilitas, adoptando a veces sus métodos polémicos. A través de la correspondencia con las Academias Talmúdicas de Cairuán, Córdoba y Lucena, Hai Gaon comunicó sus descubrimientos a los eruditos talmúdicos en ellas.
Las enseñanzas de los Hermanos de la Pureza musulmanes fueron llevadas a Occidente por el erudito cordobés del hadiz y alquimista Maslama al-Qurṭubī (fallecido en 964),donde tendrían una importancia central para los filósofos judíos de la España islámica. Uno de los temas destacados por los Hermanos de la Pureza y adoptado por la mayoría de filósofos judíos españoles es la analogía microcosmos-macrocosmos. A partir del siglo X, España se convirtió en un centro de aprendizaje filosófico, como refleja la explosión en investigación filosófica entre judíos, musulmanes y cristianos.

## Filosofía judía medieval
Maimónides (1138-1204) compuso, en árabe, un manual de lógica, Términos de lógica, en el que hace una introducción a la lógica aristotélica y ofrece, por primera vez, una definición clara y concisa de los principales términos silogísticos que utiliza. No es sólo un manual de lógica, sino también una introducción a la filosofía, tal y como se concebía en su época; denota una clara influencia de la obra del filósofo árabe Al-Farabi, del que Maimónides se considera discípulo y al que menciona con gran frecuencia.
La Guía de los Perplejos, escrita en árabe hacia 1190, es la obra filosófica por excelencia de Maimónides. En ella, intentará demostrar que no puede haber contradicciones entre la fe y la razón, pues, en definitiva, las dos tienen un mismo origen: la fe se fundamenta sobre las verdades reveladas por Dios, y la razón, sobre las que el conocimiento humano, potencia derivada de Dios, descubre por sí mismo. Maimónides está firmemente convencido de que, con pocas excepciones, todos los principios metafísicos de la filosofía aristotélica están presentes en la Biblia y en el Talmud.
La Guía de los Perplejos, fue traducida casi inmediatamente al hebreo, primero por Samuel ibn Tibbón, con el título de Moré Nebujín, y luego por Yehudá al Harizi; y muy pronto fue conocida por filósofos cristianos como Alberto Magno o Tomás de Aquino convirtiéndose en una obra de referencia no solo por lo que representó en el desarrollo del racionalismo judío, sino también por su importancia en la historia de la filosofía medieval.